# Пер Мертезакер
Пер Мертезакер (29. септембар 1984, Хановер) бивши је немачки фудбалер и репрезентативац, у периоду од 2003. до 2018. године, играо је на позицији штопера. Тренутно је тренер млађих селекција Арсенала, клуба у коме је наступао од 2011 до 2018. године, гдје је и завршио каријеру. Пре је наступао за Хановер 96 и Вердер Бремен. 

## Каријера
Мертезакер је почео своју професионалну каријеру са 16 година у Хановеру 96. 2006. је прешао у екипу Вердера из Бремена. Са екипом Вердера, Мертезакер је освојио Куп Немачке и завршио на другом месту у Купу УЕФА у сезони 2008/09. Од 2011. до 2018. године наступао је за лодонски Арсенал, у којем је завршио каријеру.

## Репрезентација
У септембру 2004. Јирген Клинсман, тадашњи селектор фудбалске репрезентације Немачке, позвао је Мертезакера да дебитује 9. октобра 2004. на утакмици против Ирана. 
За сениорску репрезентацију Немачке је у периоду од 2004. до 2014. године одиграо 104 утакмице и постигао 4 гола. Био је члан тима на три Светска првенства: 2006, 2010 и 2014, на којем је Немачка освојила четврту титулу првака света. Месец дана након првенства, завршио је репрезентативну каријеру.